# فای
فای (به مجاری: Fáj) روستاییست در شهرستان بورشود-آپائوی-زِمپلِن در کشور مجارستان. جمعیت این روستا در ۲۰۰۹، ۳۵۸ نفر بوده‌است.